# Apartheid Is Nazism
Pour les articles homonymes, voir Apartheid (homonymie).
Albums de Alpha Blondy
Cocody Rock!
(1984) Jérusalem
(1986)
Apartheid Is Nazism est le troisième album du chanteur de reggae ivoirien Alpha Blondy, où il affiche clairement ses opinions politiques.
Apartheid Is Nazism est une chanson de protestation au sujet de l'apartheid en Afrique du Sud. Le titre Sebe Allah Y'e est une déclaration d'amour à Dieu.
Seuls Apartheid Is Nazism et Come Back Jesus sont en anglais, les autres chansons sont chantées en dioula, en français, en arabe ou en hébreu.

## Liste des chansons
1. Afriki - 5:03
2. Jah Houphouet - 5:20
3. Apartheid Is Nazism - 4:45
4. Idjidja - 5:00
5. Sahel - 4:06
6. Sebe Allah Y'e - 4:43
7. Kiti - 5:14
8. Come Back Jesus - 5:30
9. Djinamory - 4:39